# Kvarcit
Kvarcit je trda zrnata metamorfna kamnina sestavljena pretežno iz kremena, ki je nastala iz kremenovega peščenjaka ali roženca. Peščenjak se pretvori v kvarcit s segrevanjem in pritiskom, ki je običajno povezan s tektonskim stiskanjem znotraj orogenih pasov. Čisti kvarcit je običajno bel do siv, čeprav se kvarciti pogosto pojavljajo v različnih odtenkih rožnate in rdeče zaradi različnih količin hematita. Druge barve, kot so rumena, zelena, modra in oranžna, so posledica drugih mineralov.
Izraz kvarcit se včasih uporablja tudi za zelo trde, a nemetamorfizirane peščenjake, ki so sestavljeni iz kremenovih zrn, ki so temeljito cementirana z dodatnim kremenom. Takšna sedimentna kamnina je bila opisana kot ortokvarcit, da bi jo razlikovali od metamorfnega kvarcita, ki se včasih imenuje metakvarcit, da bi poudarili njegov metamorfni izvor.
Kvarcit je zelo odporen proti kemičnim vremenskim vplivom in pogosto tvori grebene in odporne vrhove hribov. Vsebnost skoraj čistega silicijevega dioksida v kamnini zagotavlja malo materiala za prst; zato so kvarcitni grebeni pogosto goli ali pokriti le z zelo tanko plastjo zemlje in malo (če sploh) vegetacije. Nekateri kvarciti vsebujejo ravno dovolj vremensko občutljivih mineralov s hranili, kot so karbonati in klorit, da tvorijo ilovnato, dokaj rodovitno, a plitko in kamnito zemljo.
Kvarcit se že od prazgodovine uporablja za kamnito orodje. Trenutno se uporablja za dekorativni merač kamen, kot drobljenec pri gradnji cest in kot vir kremena za proizvodnjo silicija in silicijevih spojin.